# Tortschynowytschi
Tortschynowytschi (ukrainisch Торчиновичі; russisch Торчиновичи Tortschinowitschi, polnisch Torczynowice) ist ein Dorf im Westen der Ukraine mit etwa 1000 Einwohnern (2001).

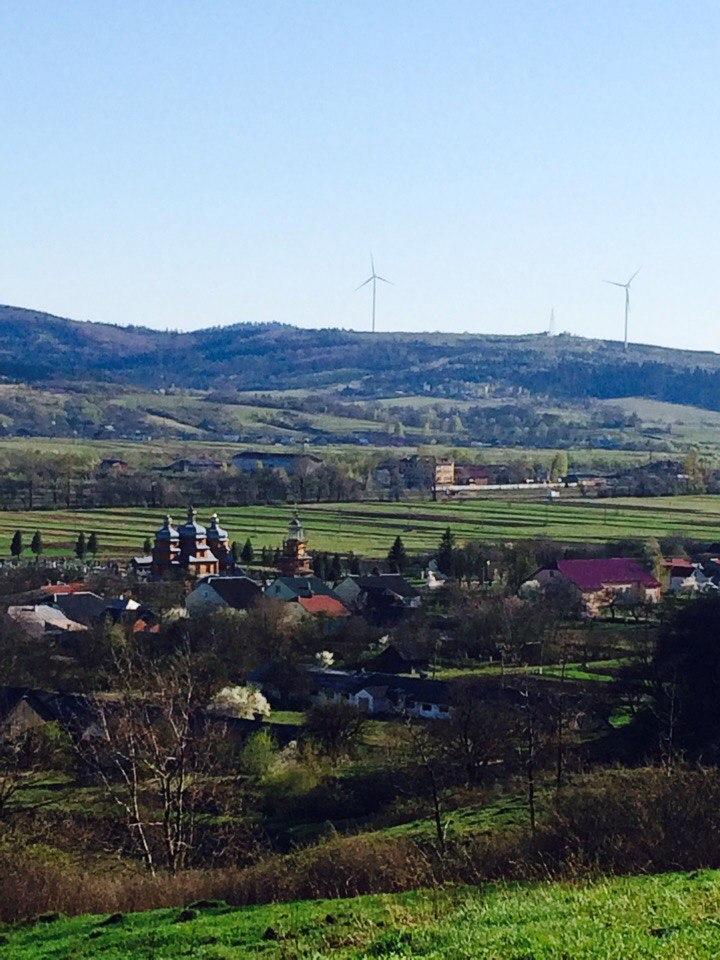
Blick auf das Dorf

Das erstmals 1254 schriftlich erwähnte Dorf war das administrative Zentrum der gleichnamigen, 57,27 km² großen Landratsgemeinde im Osten des Rajon Staryj Sambir der Oblast Lwiw, zu der noch die Dörfer Torhanowytschi (Торгановичі, ⊙) mit etwa 550 Einwohnern, Batschyna (Бачина, ⊙) mit etwa 350 Einwohnern, und Morosowytschi (Морозовичі, ⊙) mit etwa 300 Einwohnern gehören.
Am 12. Juni 2020 wurde die Landratsgemeinde aufgelöst und der Stadtgemeinde Staryj Sambir unterstellt, das Dorf wurde zugleich dem Rajon Sambir unterstellt.
Die Ortschaft liegt auf einer Höhe von 324 m am Ufer des Dnister, 11 km südwestlich vom Rajonzentrum Sambir und 85 km südwestlich vom Oblastzentrum Lwiw.
Durch das Dorf verläuft die Fernstraße N 13 sowie die Bahnstrecke Lwiw–Sambir–Tschop.